# Hitlisten
Hitlisten ou Tracklisten é uma parada musical de álbuns e singles da Dinamarca. A lista de faixas foi estabelecida em 2 de novembro de 2007, assumindo os gráficos da Hitlisten que foram descontinuados no final de outubro de 2007. O gráfico é supervisionado pelo IFPI Dinamarca, e contém três gráficos:
- Track Top-40 (paradas de singles)
- Album Top-40 (paradas de álbuns)
- Streaming Top-20 (paradas de singles)

A Hitlisten também continua a publicar gráficos especializados:
- Compilation Top-10
- Bit Album Top-20
- Bit Track Top-20
- Ringtoner Top-10
- Airplay Top-20 (rádio)
- Musik DVD Top-10
- Entertainment DVD Top-10